# Clube de Regatas do Flamengo (calcio femminile)
Il Clube de Regatas do Flamengo, noto comunemente come Flamengo, è una squadra di calcio femminile brasiliana, sezione dell'omonima società polisportiva con sede nella città di Rio de Janeiro, nel quartiere di Gávea, e non in quello di Flamengo come si potrebbe invece erroneamente supporre.

## Palmarès

### Competizioni nazionali
- Campionato brasiliano: 1

2016

### Competizioni statali
- Campionato Carioca femminile: 5

2015, 2016, 2017, 2018, 2019

## Organico

### Rosa 2022
| N. |                    | Ruolo | Calciatrice       |
| -- | ------------------ | ----- | ----------------- |
| 1  | Brasile (bandiera) | P     | Natascha Honegger |
| 2  | Brasile (bandiera) | D     | Monalisa          |
| 4  | Brasile (bandiera) | D     | Cida              |
| 5  | Brasile (bandiera) | C     | Kaylane           |
| 6  | Brasile (bandiera) | D     | Gisseli           |
| 7  | Brasile (bandiera) | A     | Darlene           |
| 8  | Brasile (bandiera) | C     | Cris              |
| 9  | Brasile (bandiera) | A     | Maria Alves       |
| 10 | Brasile (bandiera) | C     | Duda              |
| 11 | Brasile (bandiera) | C     | Leidiane          |
| 13 | Brasile (bandiera) | D     | Renata Diniz      |
| 14 | Brasile (bandiera) | D     | Núbia             |
| 15 | Brasile (bandiera) | A     | Carlinha          |
| 16 | Brasile (bandiera) | A     | Anny Marabá       |
| 17 | Brasile (bandiera) | C     | Thaisa            |
| 19 | Brasile (bandiera) | C     | Kika Brandino     |
| 20 | Brasile (bandiera) | P     | Tainá             |

| N. |                      | Ruolo | Calciatrice    |
| -- | -------------------- | ----- | -------------- |
| 21 | Brasile (bandiera)   | A     | Gica           |
| 22 | Brasile (bandiera)   | P     | Kaká           |
| 23 | Brasile (bandiera)   | D     | Ingrid         |
| 25 | Brasile (bandiera)   | D     | Stella         |
| 26 | Brasile (bandiera)   | A     | Pimenta        |
| 27 | Brasile (bandiera)   | D     | Ariane         |
| 28 | Brasile (bandiera)   | D     | Lorena         |
| 29 | Brasile (bandiera)   | C     | Pimentinha     |
| 30 | Brasile (bandiera)   | P     | Gabi Croco     |
| 31 | Brasile (bandiera)   | A     | Maria Peck     |
| 32 | Brasile (bandiera)   | C     | Duda Rodrigues |
| 34 | Brasile (bandiera)   | C     | Andressa       |
| 94 | Brasile (bandiera)   | D     | Rayanne        |
|    | Argentina (bandiera) | A     | Sole Jaimes    |
|    | Canada (bandiera)    | P     | Kelly Chiavaro |
|    | Brasile (bandiera)   | D     | Jucinara       |